# Hudsult
 For alternative betydninger, se Hudsult (album).
Hudsult er en tilstand, hvor en person mangler fysisk berøring af huden. Fysisk berøring får hjernen til at udskille oxytocin (også kaldet 'kærlighedshormonet'), der dæmper stress, angst, smerter og får puls og blodtryk til at falde. Det gavner også social adfærd og tillid, samt skaber ro. Mangel på dette hormon kan blandt andet føre til stress og depression. Udover via berøring (deriblandt massage) kan hudsult også kureres via bruse- og karbad, solbad, svømmeture og kæledyr. Det er dog fødsler, amning og sex, der udløser mest oxytocin.
Udtrykket blev opfundet af den engelske antropolog og forfatter Ashley Montagu, da denne udgav Touching: The Human Significance of the Skin i 1986. Det danske ord "hudsult" kendes siden 1989 ifølge Den Danske Ordbog.
Der findes terapeuter i Danmark, der tilbyder krammeterapi (også kaldes 'cuddling'). De er blevet certificeret af Lucy Vittrup, der i 2016 tog initiativ til at oprette en privat uddannelse til 'krammeterapeuter', men der har været et begrænset antal kunder hos terapeuterne - 50-100 om året i Danmark. Der er plejehjem, der aktivt bekæmper hudsult.